# 클랙스턴 실드

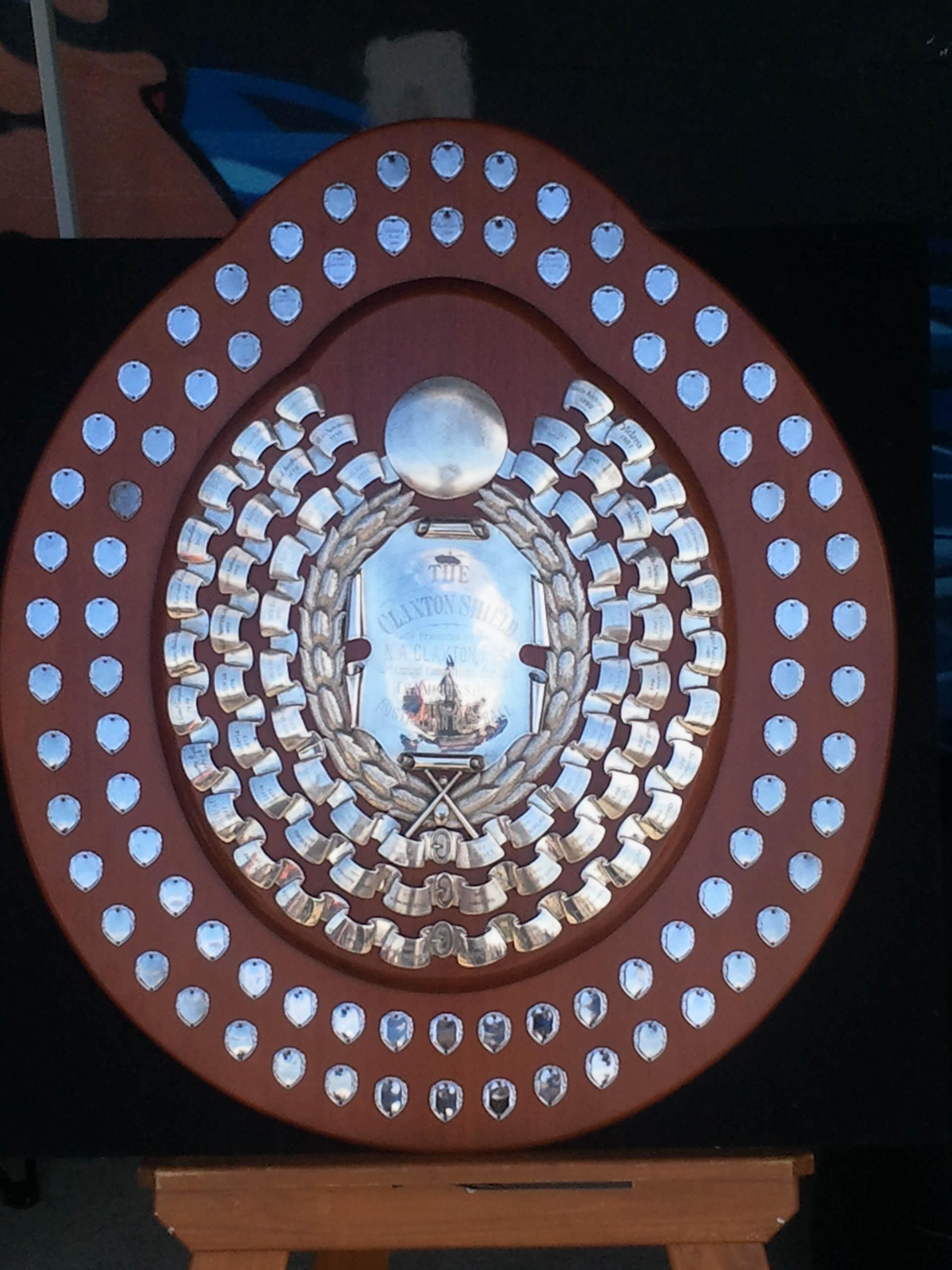

클랙스턴 실드(Claxton Shield)는 1934년 시작된 오스트레일리아 프로 야구의 토너먼트 방식의 리그전이다. 1989년부터 1999년까지는 ABL (1989 - 1999), 2000년부터 2002년까지는 인터내셔널 베이스볼 리그 오브 오스트레일리아로 인해 잠시 폐지되었다가 2003년에 부활하였고, ABL의 출범으로 인해 다시 폐지되었고 퍼스 히트는 ABL에 편입되었다. 빅토리아 에이시스가 22회 우승으로 가장 많이 우승을 차지하였다.

## 참가했던 팀
| 팀                        | 연고지                       | 홈구장          |
| ------------------------- | ---------------------------- | --------------- |
| 오스트레일리아 프로빈시얼 | 오스트레일리아 수도 준주     |                 |
| 뉴사우스웨일스 패트리어츠 | 뉴사우스웨일스주             | 블랙타운 야구장 |
| 노던 준주 버펄로스        | 노던 준주                    |                 |
| 퍼스 히트                 | 퍼스, 웨스턴오스트레일리아주 | 엠파이어 볼파크 |
| 퀸즐랜드 램스             | 퀸즐랜드주                   | 홀로웨이 필드   |
| 사우스오스트레일리아      | 사우스오스트레일리아주       | 쿠퍼스 스타디움 |
| 빅토리아 에이시스         | 빅토리아주                   | 멜버른 볼파크   |

## 우승팀 순위
| 순위 | 팀                        | 우승 횟수      | 최근 우승년도 | 토너먼트 참가 횟수 |
| ---- | ------------------------- | -------------- | ------------- | ------------------ |
| 1위  | 빅토리아 에이시스         | 22회           | 2010 시즌     | 70회               |
| 2위  | 사우스오스트레일리아      | 15회           | 1980 시즌     | 70회               |
| 3위  | 뉴사우스웨일스 패트리어츠 | 12회           | 2005 시즌     | 70회               |
| 3위  | 웨스턴오스트레일리아      | 12회           | 2010-11 시즌  | 65회               |
| 5위  | 퀸즐랜드 램스             | 9회            | 2006 시즌     | 60회               |
| 6위  | 오스트레일리아 프로빈시얼 | 우승 기록 없음 | -             | 10회               |
| 6위  | 노던 준주 버펄로스        | 우승 기록 없음 | -             | 8회                |